# والوناراجو
والوناراجو (به اسپانیایی: Vallunaraju) یک کوه در پرو است که در منطقه انکاش واقع شده‌است. والوناراجو ۵٬۶۸۶ متر بالاتر از سطح دریا واقع شده‌است.